# 母子加算
母子加算（ぼしかさん）とは、生活保護の生活扶助の加算制度の一つで、一方の配偶者が欠けている状況にある者が児童を養育しなければならない場合にともなう特別な需要に対応する制度である。

## 概要
乳幼児を抱える母親は中程度の労働に従事していると考え、そのエネルギー分を補填する制度である。1949年（昭和24年）5月創設で当時月額350円が支給されていた。
その後、母子福祉年金制度の発足に伴い、1960年（昭和35年）4月にこれと同額に改定する。1976年（昭和51年）の福祉年金の見直しに伴い、加算額を生活扶助の一定額とし、生活扶助基準改定率で改定する方式に変更した。1984年（昭和59年）より消費者物価伸び率（生活扶助１類費相当）をもって改定する方式に変更。
2009年（平成21年）4月に廃止されたが、同年12月に復活した。

### 年表
- 1949年（昭和24年）5月 - 創設[1]
- 1960年（昭和35年）4月 - 母子福祉年金発足。同年金と同額の支給に変更[2]
- 1976年（昭和51年） - 給付額を生活扶助基準改定率で改定する方式に変更[2]
- 1984年（昭和59年）より消費者物価伸び率（生活扶助１類費相当）をもって改定する方式に変更[2]
- 2009年（平成21年）
  - 4月 - 廃止[1]
  - 12月 - 復活[1]